# Auenwald
Auenwald est une commune de Bade-Wurtemberg (Allemagne), située dans l'arrondissement de Rems-Murr, dans la région de Stuttgart, dans le district de Stuttgart.

## Jumelage
Auenwald est jumelée avec la commune de Beaurepaire (38), en France, depuis 1987.